# Martina Babáková
Martina Babáková (* 18. April 1983 in Žilina, Tschechoslowakei) ist eine ehemalige slowakische Tennisspielerin.

## Karriere
Martina Babáková, die am liebsten auf Hartplätzen spielte, begann im Alter von fünf Jahren mit dem Tennis. Auf dem ITF Women’s Circuit gewann sie 18 Doppeltitel.
Bei der Sommer-Universiade 2009 in Belgrad gewann sie im Doppel mit Katarína Kachlíková und mit dem Team zwei Bronzemedaillen.
Von 2007 bis 2009 stand sie drei Saisons im Kader des TC Radolfzell, der in der Tennis-Bundesliga antrat.

## Turniersiege

### Doppel
| Nr. | Datum          | Turnier           | Kategorie   | Belag     | Partnerin         | Finalgegnerinnen                        | Ergebnis         |
| --- | -------------- | ----------------- | ----------- | --------- | ----------------- | --------------------------------------- | ---------------- |
| 1.  | Oktober 2000   | Fiumicino         | ITF $10.000 | Sand      | Scarlett Werner   | Asimina Kaplani Maria Pavlidou          | 4:1, 4:1, 4:2    |
| 2.  | Mai 2001       | Stettin           | ITF $10.000 | Sand      | Iveta Benešová    | Anastassia Belova Darja Kustawa         | 6:4, 7:64        |
| 3.  | Mai 2001       | Olecko            | ITF $10.000 | Sand      | Lenka Snajdrova   | Kateryna Bondarenko Walerija Bondarenko | 6:2, 6:2         |
| 4.  | Juni 2001      | Warschau          | ITF $10.000 | Sand      | Lenka Snajdrová   | Julija Bejhelsymer Ljudmila Nikojane    | 6:4, 6:4         |
| 5.  | Mai 2002       | Olecko            | ITF $10.000 | Sand      | Lenka Tvarošková  | Liana Ungur Eva Erbova                  | 6:2, 3:6, 6:2    |
| 6.  | September 2002 | Prešov            | ITF $10.000 | Sand      | Maria Jedlickova  | Ivana Platenikova Eva Sestakova         | 7:65, 3:6, 6:4   |
| 7.  | Oktober 2002   | Makarska          | ITF $10.000 | Sand      | Lenka Novotná     | Kika Hogendoorn Christiane Hoppmann     | 6:4, 6:1         |
| 8.  | April 2004     | Makarska          | ITF $10.000 | Sand      | Iveta Gerlová     | Maria Penkova Lisa Tognetti             | 6:1, 6:4         |
| 9.  | April 2006     | Bath              | ITF $10.000 | Hartplatz | Urszula Radwańska | Marie-Perrine Baudouin Karla Mraz       | 6:3, 6:1         |
| 10. | September 2006 | Wien              | ITF $10.000 | Sand      | Sandra Martinović | Franziska Klotz Marlena Metzinger       | 6:2, 6:0         |
| 11. | April 2007     | Bath              | ITF $10.000 | Hartplatz | Kateřina Vaňková  | Rebecca Fong Susanna Lingman            | 6:4, 6:4         |
| 12. | April 2007     | Torhout           | ITF $10.000 | Hartplatz | Kika Hogendoorn   | Elena Pioppo Verdiana Verardi           | 7:62, 6:3        |
| 13. | August 2007    | London-Cumberland | ITF $10.000 | Hartplatz | Anna Smith        | Anna Hawkins Karen Lamb                 | 6:2, 6:3         |
| 14. | September 2007 | Palić             | ITF $10.000 | Sand      | Davinia Lobbinger | Hülya Esen Lütfiye Esen                 | 6:2, 6:3         |
| 15. | Januar 2008    | Wrexham           | ITF $10.000 | Sand      | Iveta Gerlová     | Dianne Hollands Elena Kulikova          | 3:6, 6:3, [11:9] |
| 16. | März 2008      | Dijon             | ITF $10.000 | Hartplatz | Iveta Gerlová     | Danielle Brown Natasha Khan             | 5:7, 7:5, [10:4] |
| 17. | März 2008      | Bath              | ITF $10.000 | Hartplatz | Iveta Gerlová     | Sarah Borwell Olivia Scarfi             | 6:1, 5:7, [10:1] |
| 18. | Januar 2009    | Wrexham           | ITF $10.000 | Hartplatz | Iveta Gerlová     | Danielle Brown Elizabeth Thomas         | 2:6, 6:3, [11:9] |